# 旅・わくわく
『旅・わくわく』（たび・わくわく）は、1994年4月2日から1998年9月26日までTBS系列局で放送されていた旅番組である。その後も1998年10月3日から1999年3月27日まで『人・旅わくわく』（ひと・たびわくわく）と題して放送され続けた。いずれも中部日本放送 (CBC) とイーストの共同製作。放送時間は毎週土曜 7:30 - 8:00 （日本標準時）。

## 歴代ナレーター
- 家弓家正
- 三波春夫 - 旅人役も兼任。

## スタッフ
- タイトルイラスト：佐々木悟郎
- 構成：野田英夫、岩澤景子　他
- 技術：東通各グループ、CORE（コアプロジェクト）、Spiral（スパイラルビジョン）、クロステレビ 他【週替わり】
- 編集：クロースタジオ、クロステレビ、RVC【週替わり】
- 音響効果：東京サウンド企画　現 スカイウォーカー（川崎恵介、水崎雅雄、橅木正志、漆谷千穂里【週替わり】）
- ディレクター：保田正明、西滝順二　他
- 製作著作：中部日本放送、イースト

## テーマ曲
オープニングテーマ
- LUNA PIENA(coba)
- CASA S.FRANCESCO(coba)

歴代エンディングテーマ
- 明日への道（岡村孝子、1994年）
- 青春のリグレット（松任谷由実、1998年）

| 中部日本放送制作・TBS系列 土曜7:30 - 8:00枠       | 中部日本放送制作・TBS系列 土曜7:30 - 8:00枠                                                      | 中部日本放送制作・TBS系列 土曜7:30 - 8:00枠                                                                        |
| 前番組                                            | 番組名                                                                                           | 次番組 |
| ------------------------------------------------- | ------------------------------------------------------------------------------------------------ | --- |
| 小さな旅と美術館 （1992年4月4日 - 1994年3月26日） | 旅・わくわく （1994年4月2日 - 1998年9月26日） ↓ 人・旅わくわく （1998年10月3日 - 1999年3月27日） | モンスターファーム 〜円盤石の秘密〜 （1999年4月17日 - 2000年3月25日） 【当番組よりTBS系列土曜朝7時30分枠のアニメ】 |

| スタブアイコン | サブスタブ | この項目は、まだ閲覧者の調べものの参照としては役立たない、テレビ番組に関連した書きかけの項目です。この項目を加筆・訂正などしてくださる協力者を求めています（P:テレビ/PJ:放送または配信の番組）。 |